# Léonce Bernard
Léonce Bernard est un homme politique acadien de l'Île-du-Prince-Édouard (Canada), né le 23 mai 1943 à Abrams-Village et mort le 26 mars 2013  à Summerside (Île-du-Prince-Édouard). Il est lieutenant-gouverneur de la province de 2001 à 2006. Il est aussi député et ministre.